# Kin-ball au Japon
Le Japon est la deuxième nation où le sport kin-ball est le plus pratiqué (200 000 pratiquants).

## Équipe du Japon en coupe du monde
Les équipes féminine et masculine se sont toutes les deux classées deuxième lors des coupes du monde de 2001, 2002, 2005, 2007, 2011 et 2013 et troisième lors de la coupe du monde 2009.
| Année | Lieu     | Équipe féminine    | Équipe masculine   |
| ----- | -------- | ------------------ | ------------------ |
| 2001  | Québec   | Médaille d’argent  | Médaille d’argent  |
| 2002  | Québec   | Médaille d’argent  | Médaille d’argent  |
| 2005  | Belgique | Médaille d’argent  | Médaille d’argent  |
| 2007  | Espagne  | Médaille d’argent  | Médaille d’argent  |
| 2009  | Canada   | Médaille de bronze | Médaille de bronze |
| 2011  | France   | Médaille d’argent  | Médaille d’argent  |
| 2013  | Belgique | Médaille d’argent  | Médaille d’argent  |